# Комитет против пыток
Комитет против пыток (англ. Committee Against Torture, CAT) — исполнительный орган Организации Объединённых Наций, осуществляющий надзор за исполнением Конвенции против пыток. Создан 1 января 1987 года, спустя шесть месяцев после вступления Конвенции в силу. Наряду с Комитетом существует Подкомитет по предотвращению пыток (состоящий из 25 экспертов), имеющий право наносить визиты в государства-участники Факультативного протокола к Конвенции. Штаб-квартира комитета находится в Женеве.

## Задачи
Комитет призван координировать борьбу с пытками в странах-участницах Конвенции.
Присоединившиеся к Конвенции государства, а также страны, ратифицировавшие Конвенцию, обязаны представлять каждые 4 года отчёт о мероприятиях, направленных на выполнение требований Конвенции. Комитет проверяет эти отчёты и может высказывать своё мнение по ним или делать замечания общего характера. 

## Рассмотрение индивидуальных жалоб
Комитет может рассматривать сообщения о конкретных случаях предполагаемого нарушения Конвенции странами, сделавшими заявление согласно статье 21 или 22 Конвенции.
При рассмотрении сообщения о нарушении Конвенции Комитет вправе рекомендовать государству, в отношении которого подано заявление, принять временные обеспечительные меры (например, воздержаться от выдачи заявителя на родину, если заявитель утверждает, что в случае выдачи подвергнется пыткам). В 2020 году белорусские граждане Кузнечики укрылись в посольстве Швеции в Минске, прося политическое убежище. Власти Белоруссии объявили Кузнечиков в розыск по обвинению в совершении уголовного преступления. Ранее дежурный судья ЕСПЧ отказал в применении обеспечительных мер в отношении Кузнечиков в соответствии с Европейской конвенцией о защите прав человека и основных свобод. После отказа ЕСПЧ были поданы в Комитет против пыток жалоба и запрос на предоставление временных мер. Комитет постановил просить власти Швеции принять меры по обеспечению безопасности Кузнечиков — до рассмотрения жалобы. Таким образом, власти Швеции не смогли выдать Кузнечиков белорусским властям, но при этом не были обязаны предоставить Кузнечикам политическое убежище. Кузнечики прожили в здании посольства около двух лет, после чего в 2022 году при содействии посла Швеции были доставлены до границы с Литвой и далее смогли перебраться в Латвию.

### Жалобы против России
По состоянию на начало 2023 года Комитет рассмотрел девять сообщений, поданных в отношении России, из которых:
- По 3-м сообщениям констатировано нарушения положений Конвенции против пыток и других жестоких, бесчеловечных или унижающих достоинство видов обращения и наказания;
- 5 сообщений признаны неприемлемыми;
- По одному сообщению производство прекращено.

Доктор юридических наук Б. Л. Зимненко указывает на одно решение Верховного суда Российской Федерации о пересмотре решения по гражданскому делу в связи с вынесением Комитетом мнения о нарушении со стороны России. Это мнение было вынесено по жалобе осужденного на пожизненное лишение свободы С. А. Кирсанова. В 2008 году районный суд признал, что условия содержания Кирсанова в изоляторе временного содержания причинили ему моральный вред и взыскал с Министерства финансов Российской Федерации в пользу Кирсанова 10 тысяч рублей. Кирсанов обратился с жалобой в Комитет. Своим решением от 14 мая 2014 года Комитет признал, что условия содержания Кирсанова были пыточными, указал, что компенсация в 10 тысяч рублей была символической и предложил властям России в течение 90 дней сообщить о принятых мерах. В 2019 году Кирсанов подал жалобу в прокуратуру касательного исполнения решения Комитета. Прокуратура ответила, что не получала решение Комитета для исполнения, а районный суд отказал Кирсанову в компенсации, которую тот требовал за неисполнение решения Комитета. Верховный суд Российской Федерации 27 сентября 2022 года отменил решение районного суда и отправил дело на пересмотр. Однако при новом рассмотрении в 2023 году районный суд вновь отказал Кирсанову в компенсации за неисполнение решения Комитета.

## Состав комитета
Согласно статье 17 Конвенции каждое государство, присоединившееся к Конвенции, имеет право выдвинуть кандидата в члены Комитета. За четыре месяца до выборов они получают приглашения от Генерального секретаря ООН и в течение трёх месяцев могут подобрать нужного эксперта. За один месяц до выборов Генеральный секретарь предоставляет список кандидатур вместе с их биографиями на ознакомление государствам участникам Конвенции.
Пять новых членов Комитета каждые два года определяются по результатам состоявшихся тайных выборов, причём необходим кворум из двух третей государств-членов. Те пять кандидатов, которые набирают наибольшее число голосов, избираются в Комитет, в котором остаются также пятеро избранных двумя годами ранее членов.
Членство в Комитете длится четыре года, после которых кандидат может быть выдвинут вновь. В случае, если член Комитета прекращает своё членство досрочно, умирает или не может исполнять свои обязанности по иной причине, страна, выдвинувшая его кандидатуру, определяет его заместителя на оставшееся время членства, при этом должна убедить большинство стран-членов в обоснованности своего выбора. Согласие считается полученным, если меньше половины государств-участников в течение шести недель после оповещения о кандидатуре заместителя представляют протест Генеральному секретарю.

### Действующий состав Комитета
Каждый год Комитет, как правило, проводит в Женеве две трёхнедельные сессии. Он состоит из десяти независимых членов. По состоянию на 2023 год ими являются:
- Тодд Бухвальд  (Соединённые Штаты Америки, до 2025 года);
- Эрдоган Искан (Турция, до 2023 года);
- Маэда Наоко (Япония,  до 2025 года);
- Илвия Пуце латыш. Ilvija Pūce(Латвия, до 2023 года);
- Ана Раку (Молдавия, до 2023 года);
- Абдерразак Руван (Марокко до 2023 года);
- Себастьен Туз (Франция, вице-председатель, до 2023 года);
- Тузмухамедов Бахтияр Раисович (Россия, вице-председатель, до 2025 года).
- Клод Хеллер (Мексика, председатель, до 2023 года);
- Лиу Хуавен (Китай, до 2025 года);